# Air Namibia
A  Air Namibia  foi a companhia aérea nacional da Namíbia. Ela operava voos domésticos, regionais e internacionais e seu hub era o Aeroporto Internacional Hosea Kutako em Windhoek.
Encerrou as operações em 11 de fevereiro de 2021.

## Frota

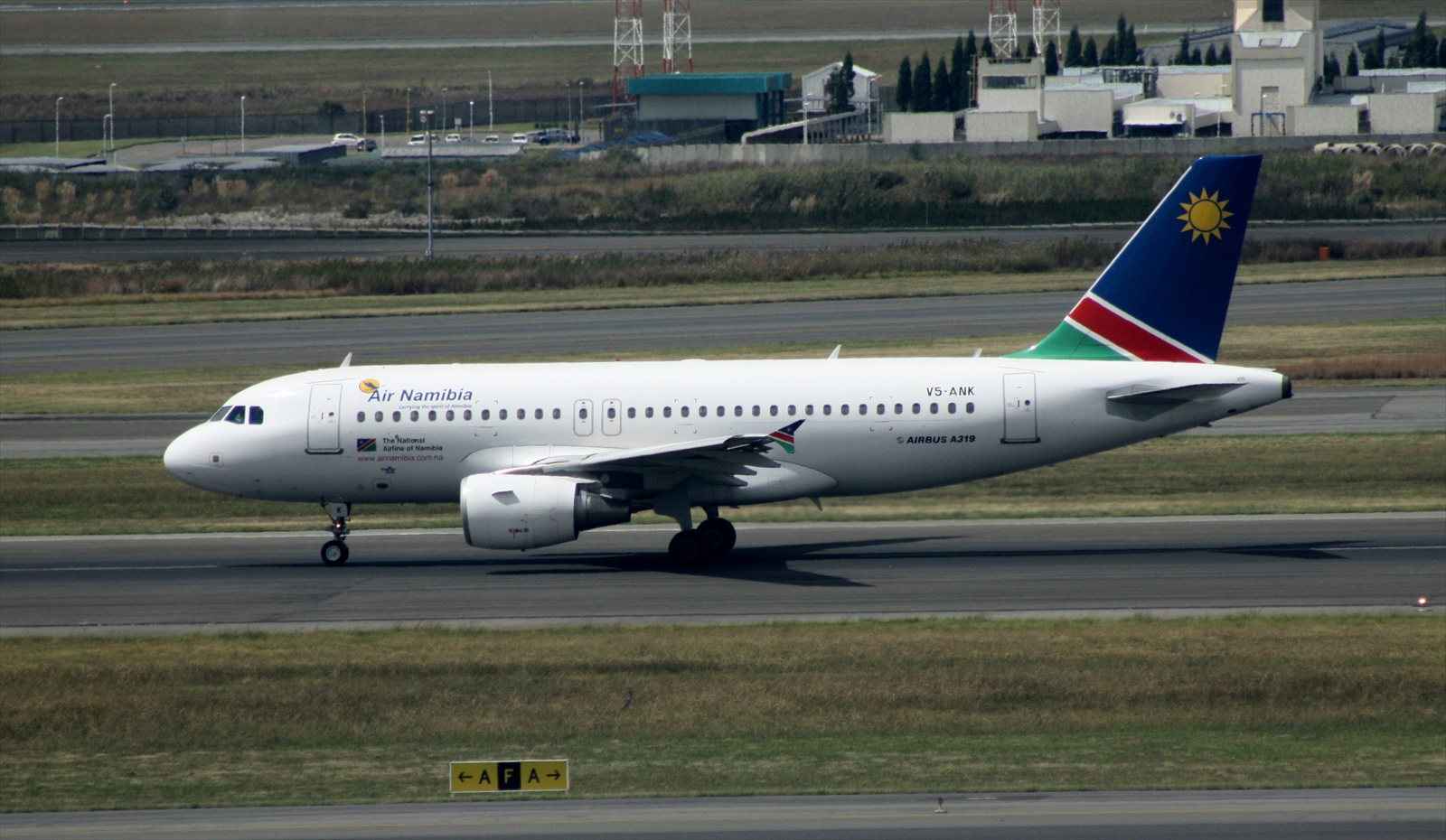
Airbus A319 da Air Namibia.

Em fevereiro de 2021, a companhia operava as seguintes aeronaves antes de ela encerrar as operações:
- 3 Airbus A319-100
- 2 Airbus A330-200
- 4 Embraer ERJ 135ER
- 1 Boeing 737-500